# Amino (red social)
Amino fue una red social y una aplicación de medios de iOS y Android de origen estadounidense, desarrollada por Narvii Inc., fundada el 31 de enero de 2014 por Ben Anderson y Yin Wang. En 2021, la empresa MediaLab adquirió Amino.
La aplicación se basa en fandoms y comunidades de diferentes temas, que el usuario puede elegir en cuál ingresar. Los usuarios pueden publicar cualquier cosa relacionada con el tema, que puede ser en forma de blog, foros, encuestas, votación, visitar wikis, chats y demás cosas.

## Origen
Mientras asistían a una convención anime en Boston, Massachusetts, Estados Unidos en 2012, Wang y Anderson tuvieron la idea de crear una comunidad similar a una convención. Más tarde ese año, lanzarían dos aplicaciones centradas en el K-pop y la fotografía, lo que permitiría a los fanáticos de esos temas chatear libremente entre sí.
Amino se lanzó oficialmente el 31 de enero de 2014 en la App Store de iOS y el 15 de junio de 2016 en Google Play para Android, y las aplicaciones anteriores de fotografía y K-pop se convirtieron en las primeras comunidades de Amino. Y termino cerrando de manera total el 27 de julio de 2025.
En julio de 2014, Anderson y Wang crearon la empresa matriz de Amino, Narvii, y recibieron $8.7 millones en financiamiento inicial.

## Gerente de la comunidad de Amino
También conocida como ACM, esta aplicación es lo que los usuarios usan para crear y administrar su propia comunidad en Amino. Esta aplicación permite a los moderadores personalizar el tema, el icono y las categorías de una comunidad. Esta aplicación también permite la moderación para personalizar las descripciones de la comunidad, elegir líderes, cambiar la configuración de idioma, crear un eslogan para la comunidad, cambiar el diseño de la página de inicio, alterar el menú de navegación lateral y más. Las comunidades no incluidas en la lista pueden cambiar el título de su comunidad y el ID de Amino, pero esta no es una opción una vez que se incluye una comunidad. Un líder puede usar ACM para enviar una solicitud para que su comunidad se incluya en la página de exploración, después de lo cual el Equipo Amino revisará la comunidad para su aprobación. Las comunidades pueden ser eliminadas en ACM, pero solo por el agente de esa comunidad.

## Críticas y controversias

### Grooming y acoso
Amino, una red social popular entre niños y adolescentes, ha sido objeto de críticas y preocupaciones en relación con la privacidad de los datos de sus usuarios. Estas inquietudes han sido planteadas por periodistas y youtubers, quienes advierten que la plataforma puede ser utilizada para prácticas de ciberacoso, grooming y extorsión. La accesibilidad de la aplicación ha llevado a reportes diarios de casos de abuso, donde los agresores crean perfiles falsos para interactuar con posibles víctimas a través de chats. En muchos casos, los perpetradores se hacen pasar por menores para obtener información personal de las víctimas, lo que puede resultar en situaciones de abuso sexual, secuestros y en el peor de los casos, la muerte de las víctimas.

### Caso de Brissa González
El caso de Brissa González, una niña de 12 años que desapareció el 20 de noviembre de 2017 en Montevideo, Uruguay, ha resaltado los peligros asociados con el uso de Amino. Brissa, quien vivía en Villa Española con su familia, salió de su casa para ir a la escuela, pero nunca llegó. Su desaparición generó una intensa búsqueda en la ciudad, con carteles que mostraban su foto y solicitaban información sobre su paradero.
Las investigaciones iniciales revelaron que Brissa no había tomado el ómnibus como se pensaba. A través de cámaras de seguridad, se identificó un vehículo que se detuvo en la parada donde ella estaba. Posteriormente, se descubrió que William Pintos, un taxista con antecedentes penales por delitos sexuales, había estado involucrado en su desaparición. Pintos fue arrestado y, tras una serie de investigaciones, se determinó que había conocido a Brissa a través de Amino, donde habían organizado un encuentro.
Tras el caso de Brissa, el Ministerio del Interior de Uruguay inició una investigación sobre Amino, dado que la aplicación había sido utilizada por la niña para comunicarse con su asesino. La plataforma, que cuenta con aproximadamente cinco millones de usuarios hispanohablantes, permite a los usuarios crear comunidades en línea basadas en intereses comunes, así como interactuar a través de chats y juegos de rol.
Los funcionarios del Ministerio llevaron a cabo talleres en la escuela de Brissa para educar a los padres sobre los riesgos asociados con el uso de aplicaciones como Amino. Se enfatizó la importancia de la educación y la comunicación entre padres e hijos sobre el uso seguro de las redes sociales, en lugar de prohibir su uso. Los expertos señalaron que, aunque las redes sociales presentan riesgos, también son una parte integral de la vida moderna y deben ser abordadas con un enfoque educativo.
El cuerpo de Brissa fue encontrado el 23 de noviembre de 2017, enterrado en un área boscosa. Las autoridades confirmaron que había sido víctima de abuso sexual, necrofilia y asesinato. Pintos fue condenado a 45 años de prisión y, en 2018, se suicidó en la cárcel.